# Pinas
Pinas è un comune francese di 465 abitanti situato nel dipartimento degli Alti Pirenei nella regione dell'Occitania.
Il territorio comunale è bagnato dalle acque del fiume Save.

## Società

### Evoluzione demografica
Abitanti censiti